# Trichromie
Trichromie (aus altgriechisch τρι tri = drei und χρῶμα chroma = Farbe entlehnt) ist ein Verfahren der Farbfotografie, bei der drei getrennte Schwarzweißaufnahmen durch die Farbfilter Rot, Grün und Blau hergestellt werden, die zum Betrachten wieder zur farbigen Darstellung überlagert werden.
Die Zusammenführung der drei Einzelaufnahmen zum farbigen Bild geschieht klassisch auf Schwarzweißfilm durch Positiventwicklung der Aufnahmen und anschließender überlagernder Projektion durch entsprechende Farbfilter. Ebenso können die Farbauszüge auf elektronischem Wege in einer EBV-Software zusammengesetzt werden.
Der Unterschied der Trichromie zu den heute üblichen Farbaufnahmen, bei denen die gefilterten Schwarzweißbilder immer zeitgleich erstellt werden, besteht hier in der zeitlich versetzten Aufnahme der Farbauszüge. 
Das Verfahren ist seit dem Ende des 19. Jahrhunderts bekannt und wurde möglich, als schwarzweißes Aufnahmematerial mit panchromatischer Sensibilisierung verfügbar war. 